# Tuskar'
Il Tuskar' (in russo Тускарь?) è un fiume della Russia europea meridionale, affluente di destra del Sejm (bacino del Dnepr). Scorre nell'oblast' di Kursk.
Il fiume ha origine sui rilievi Timsko-Ščigrovskaja nel distretto Ščigrovskij vicino al villaggio di Novoaleksandrovka. Sfocia nel Sejm nella città di Kursk, dove il Tuskar' e il canale Krivec formano un'isola. La lunghezza del fiume è di 108 km. L'area del bacino idrografico è di 2 480 km².